# Hotel Andaluz
Hotel Andaluz es un edificio histórico de gran altura en el centro de Albuquerque, la ciudad más pobladad del estado de Nuevo México (Estados Unidos). Se inauguró en 1939 como el Hotel Hilton, parte de la cadena Hilton Hotels. Después de operar bajo varios nombres desde la década de 1970, el hotel fue renovado y reabierto con su nombre actual en 2009. En 2019 se incorporó a la marca Curio Collection by Hilton.
La propiedad fue incluida (como Old Hilton Hotel ) en el Registro de Bienes Culturales del Estado de Nuevo México en 1983 y en el Registro Nacional de Lugares Históricos en 1984. También ha sido designado un hito histórico de Albuquerque.

## Historia
Inaugurado el 9 de junio de 1939, el Hilton fue el primer hotel moderno de gran altura en Nuevo México. Fue uno de los primeros hoteles de la cadena Hilton Hotels de Conrad Hilton y el primer hotel de la marca Hilton fuera del estado de Texas. El arquitecto Anton F. Korn diseñó el edificio de diez pisos y 160 habitaciones en el estilo neoterritorial de Nuevo México, con estuco de piedra terrosa, borde de ladrillo a lo largo de la línea del techo y carpintería y muebles de estilo suroeste. Después de que se abriera un nuevo Hilton cerca del intercambio de la autopista Big I el hotel más antiguo se vendió en 1974 y se renombró como Hotel Plaza. Se vendió de nuevo en 1981 y se cerró. Los nuevos propietarios planearon restaurarlo como el Hotel Bradford, pero el hotel quedó vacío y nunca abrió con ese nombre. El hotel fue finalmente renovado en 1984, con el número de habitaciones reducido a 114, y reabierto el 3 de agosto de 1984 como La Posada de Albuquerque.
En 2005, el hotel fue comprado por Gary Goodman, cuya empresa Goodman Realty Group también está detrás del próximo Winrock Town Center. En marzo de 2008, el hotel se sometió a una extensa renovación y restauración de 30 millones de dólares, reabriendo como Hotel Andaluz el 1 de octubre de 2009. El hotel fue galardonado con la certificación LEED Gold por su sostenibilidad, y ha sido reconocido muchas veces a lo largo de los años por Conde Nast como uno de los mejores hoteles del suroeste de Estados Unidos. La propiedad cuenta con Más Tapas y Vino, una "experiencia gastronómica" de influencia española bajo la dirección del chef ejecutivo Marc Quiñones. 
Durante 2019, el hotel se utilizó como ubicación para escenas de la quinta temporada de la serie Better Call Saul.
En su lista del Registro Nacional se consideró "excepcionalmente importante en la ciudad como el último de los tres grandes hoteles del 'suroeste' de Albuquerque. Al igual que el Hotel Alvarado (construido en 1903, demolido en 1969) y el Hotel Franciscan (construido en 1923, demolido en 1972), el Hilton refleja las técnicas de construcción de su época al tiempo que muestra la decoración tradicional de Nuevo México que denota la importancia de la ciudad como centro turístico regional. En el antiguo Hilton, el generoso uso de artesanía y materiales locales se combinó con las técnicas de construcción más avanzadas disponibles justo antes de la Segunda Guerra Mundial. En su apogeo, sirvió a la ciudad como un centro social y político antes de dar paso a nuevos hoteles construidos más al este, cerca de las nuevas autopistas ". 
En 2019, el hotel pasó a formar parte de la cadena Curio Collection by Hilton, devolviéndolo a la marca Hilton.